# جائزة موناكو الكبرى 1989
جائزة موناكو الكبرى 1989 هو سباق فورمولا 1 أقيم بتاريخ 7 مايو 1989 في حلبة موناكو، مونت كارلو. كان الثالث من أصل 16 في بطولة العالم لسباقات الفورمولا واحد موسم 1989. حلّ البرازيلي آيرتون سينا أولا بينما جاء الفرنسي ألن بروست في المركز الثاني وحصل على المركز الثالث الإيطالي ستيفانو مودينا.